# Zinsbescheinigung
Zinsbescheinigungen dienen dem ggf. prozesstauglichen Nachweis erhöhter Zinsen als Nebenforderungen zu einer Hauptforderung.
Die gesetzlichen Zinsen betragen 4 % (§ 246 BGB), bei einem beiderseitigen Handelsgeschäft 5 % (§ 352 HGB). Höhere Zinsen muss der Schuldner im Verzug (§ 288 BGB) oder unter Kaufleuten ab Fälligkeit (§ 353 HGB) bezahlen. Der Zinssatz beträgt dann 5 Prozentpunkte über dem Basiszinssatz (§ 247 BGB). Im Prozess sind in der Regel unabhängig vom Verzug ab Rechtshängigkeit Prozesszinsen geschuldet (§ 291 BGB). Das sind ebenfalls 5 Prozentpunkte über dem Basiszinssatz. Der über die gesetzlichen Zinssätze hinausgehende Schaden besteht regelmäßig darin, dass der Gläubiger Kredit mit einem höheren Zinssatz in Anspruch nehmen muss und diesen Kredit mangels Zahlung nicht zurückführen oder ablösen kann (zum Anlageschaden bei der Bindung von Eigenkapital vgl. BGH-Rechtsprechung). Bewiesen werden müssen die Inanspruchnahme von Kredit in Höhe der Klageforderung und der dafür berechnete Zinssatz. Dafür benötigt man eine Zinsbescheinigung der Hausbank, wonach man in Höhe der offenen Forderung ab Verzugsbeginn Bankkredit in Anspruch genommen hat und dafür erhöhte Zinsen zahlen musste.
Dass allgemein ein Überziehungskredit eingeräumt und sogar in unterschiedlicher Höhe in Anspruch genommen worden ist, gilt mangels Bestimmbarkeit im Prozess jedoch nicht als Nachweis. Den gesetzlichen Anforderungen entsprechend sind anzugeben das Datum des Verzugsbeginns und die Höhe der (eingeklagten) Forderung sowie die fortlaufend berechneten Zinssätze. Wie hoch die tatsächliche Kreditinanspruchnahme war, braucht nicht offengelegt zu werden, weil lediglich die Inanspruchnahme von Kredit für die eingeklagte Forderung bewiesen werden muss. Bei folgendem Wortlaut würde die Zinsbescheinigung den gesetzlichen Anforderungen genügen:
"Hiermit bescheinigen wir, (Kreditinstitut), dass (Firma) seit dem (Datum) bei uns laufend Kredit in Anspruch nimmt in Höhe von mindestens (Summe) Euro. Wir haben hierfür folgende Zinssätze berechnet: (Zinssatz) Prozent seit dem (Datum), (Zinssatz) Prozent seit dem (Datum), usw."

## Haftung der Bank für Zinsschaden
Es besteht weder ein rechtlicher noch tatsächlicher Unterschied bei den Anforderungen an den gerichtlichen und außergerichtlichen Zinsnachweis. Zinsbescheinigungen auszustellen, gehört zu den üblichen Tätigkeiten einer Bank. Regelmäßig wird für Zinsbescheinigungen auch ein Entgelt berechnet. Das bedeutet im Ergebnis, dass die Bank für die Folgen einer nicht ausreichenden Zinsbescheinigung auf vertraglicher Grundlage (Grundlage wird in der Regel der Girovertrag sein) haftet. Der Kunde kann erwarten, dass eine Bank in der Lage ist, auch ohne Formulierungsvorschlag eine im Prozess ausreichende Zinsbescheinigung zu erstellen. Demgegenüber wird sich die Bank nicht darauf berufen können, dass sie nicht hafte, weil sie als Bank auf die Prozessführung keinen Einfluss habe. Im Ergebnis schuldet die Bank Schadensersatz in Höhe der entgangenen Zinsen, wenn als Folge einer unzureichenden Bescheinigung der Kläger/Bankkunde lediglich die gesetzlichen Zinsen zugesprochen erhält.